# Etude au point de vue botanique et thérapeutique sur le Fontainea pancheri
Étude au point de vue botanique et thérapeutique sur le Fontainea pancheri (abreviado Fontainea Pancheri) es un libro con ilustraciones y descripciones botánicas que fue escrito por el botánico, explorador y médico francés, Édouard Marie Heckel. Fue editado el año Francia en el año 1870.